# Elsie Ferguson

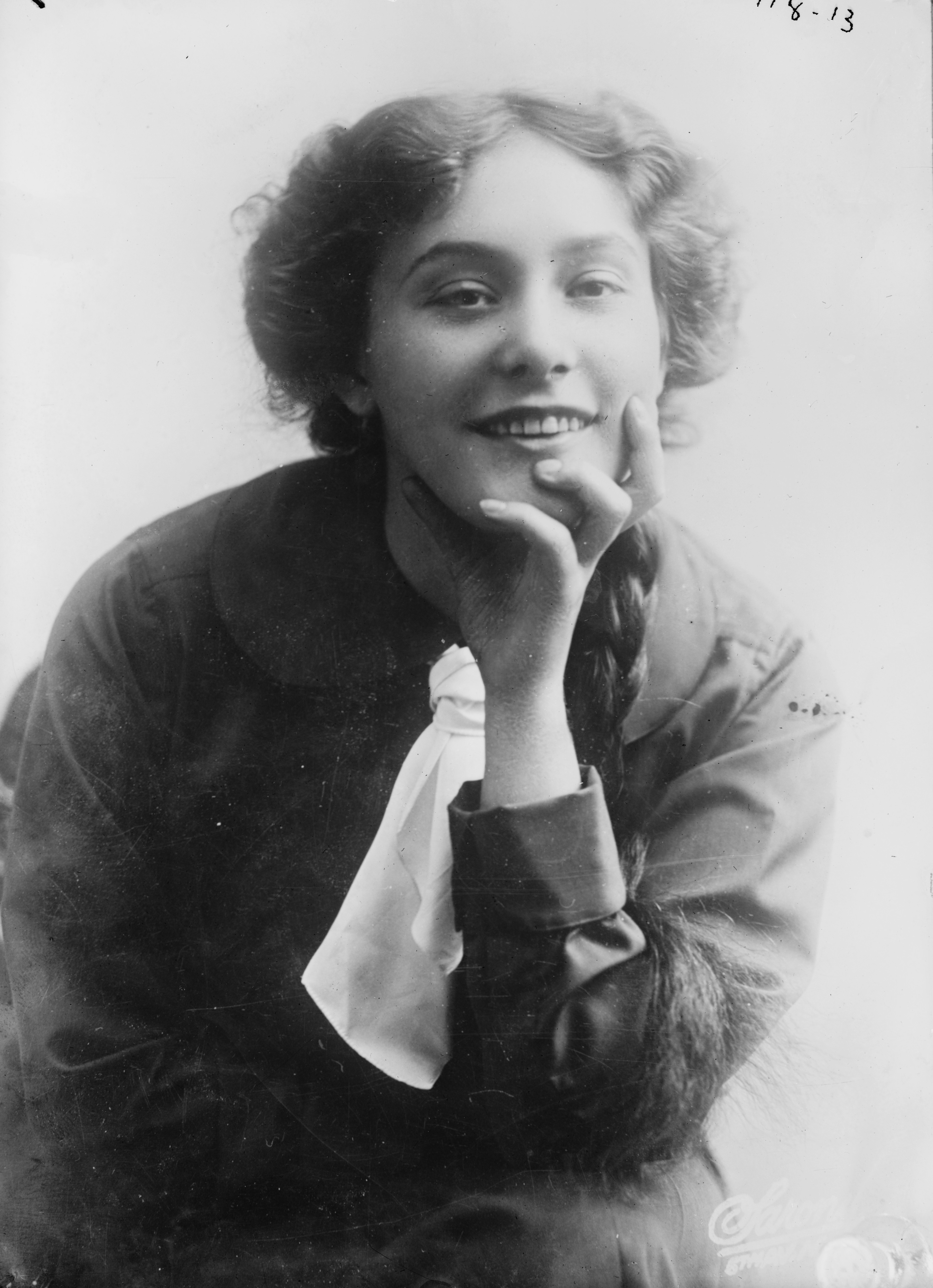
Elsie Ferguson (1913)

Elsie Ferguson (* 19. August 1883 in New York City, New York; † 5. November 1961 in New London, Connecticut) war eine US-amerikanische Filmschauspielerin der Stummfilmära.

## Leben
Elsie Ferguson war das einzige Kind eines erfolgreichen Anwalts. Sie wuchs sehr privilegiert und in großem Wohlstand auf, hing aber als Erwachsene sozialistischen Ideen an. Mit siebzehn stand sie zum ersten Mal auf der Bühne, und innerhalb weniger Jahre wurde sie ein Star am Broadway, der in Musicals, Komödien, aber auch Ibsen-Tragödien auftrat. Sie wurde als Freundin ihrer Bühnenkollegin Evelyn Nesbit in den Skandal um Harry Kendall Thaw hineingezogen. Thaw, Nesbits Ehemann, hatte ihren Geliebten, den Architekten Stanford White während einer Theateraufführung am Madison Square Garden erschossen. Die Affäre wird in E. L. Doctorows Roman Ragtime behandelt, der von Miloš Forman verfilmt wurde.
Der Theaterstar Elsie Ferguson wurde von Hollywood mit Angeboten überhäuft. Sie unterschrieb schließlich bei Adolph Zukor einen Vertrag über achtzehn Filme in drei Jahren. Pro Woche verdiente sie 5000 Dollar.
Ihr erster Regisseur war Maurice Tourneur, der sie 1917 als elegante High Society-Dame in seinem Film Barbary Sheep besetzte. Ihr erster Drehtag war ein eher traumatisches Erlebnis: „Meine Erfahrung vor der Kamera war das Schrecklichste, was ich in meinem Leben durchstehen musste. Es erschien mir, als sei dieser kleine schwarze Kasten ein Ungeheuer, das mich bei meinen schwächlichen Versuchen vor ihm Emotionen darzustellen angrinste und verspottete.“ Tourneur half ihr durch die Dreharbeiten, der Film wurde ein Erfolg und Tourneur ihr Lieblingsregisseur.
Ferguson war bekannt als „Die Aristokratin der Leinwand“, weil sie meist elegante Damen der Gesellschaft darstellte, oft in Adaptationen von Theaterstücken, in denen sie bereits am Broadway aufgetreten war. Sie unterbrach ihre Filmkarriere immer wieder für die Bühne. 1930 machte sie ihren ersten und zugleich letzten Tonfilm, Scarlet Pages, dann zog sie vom Filmgeschäft zurück. 1943 nahm Elsie Ferguson auch Abschied vom Broadway.
Alle Stummfilme von Elsie Ferguson außer The Witness for the Defense (1919) sind verloren. Stummfilmliebhaber nennen sie daher „Unsere verlorene Diva“.
Sie starb kinderlos und vermachte ihr Vermögen karitativen Organisationen; die New Yorker Tierklinik alleine erhielt eine Million Dollar.

## Filmografie (Auswahl)
- 1917: Barbary Sheep
- 1919: The Witness for the Defense
- 1919: Eyes of the Soul
- 1924: Ralphs nächtliche Abenteuer (Broadway After Dark, Cameoauftritt)
- 1933: Revolution der Jugend (This Day and Age)